# Charles Rivière-Hérard
Charles Hérard Rivière, född 16 februari 1789, död 31 augusti 1850, var president på Haiti 13 mars–4 april 1843.